# مایلز تلر
مایلز الکساندر تلر (انگلیسی: Miles Alexander Teller؛ زاده ۲۰ فوریه ۱۹۸۷) یک بازیگر آمریکایی است. از فیلم‌های برجسته او می‌توان به اکنون شگفت‌انگیز، ویپلش، مجموعه سنت‌شکن، سگ‌های جنگی، تشکر به خاطر خدمت‌تان و تاپ گان: ماوریک اشاره کرد.وی برنده و نامزد جوایز بسیاری از جمله نامزد یک جایزه از بفتا ۲۰۱۵ (ای‌ای ستاره نوظهور) و برنده جایزه ویژه هیئت داوران از جشنواره فیلم ساندنس ۲۰۱۳ برای فیلم “ جذابیت لحظه‌ای ۲۰۱۳” شد.

## فیلم‌شناسی

### فیلم
| سال  | عنوان                  | نقش                          | یادداشت      |
| ---- | ---------------------- | ---------------------------- | ------------ |
| ۲۰۱۰ | لانه خرگوش             | جیسون                        |              |
| ۲۰۱۱ | آزاد                   | ویلارد هویت                  |              |
| ۲۰۱۲ | پروژه ایکس             | مایلز (کالج جاک)             |              |
| ۲۰۱۳ | اکنون شگفت‌انگیز        | ساتر کیلی                    |              |
| ۲۰۱۳ | ۲۱ و بیشتر             | میلر                         |              |
| ۲۰۱۴ | ویپلش                  | اندرو نیمن                   |              |
| ۲۰۱۴ | آن لحظه مزخرف          | دانیال                       |              |
| ۲۰۱۴ | سنت‌شکن                 | پیتر هیز                     |              |
| ۲۰۱۴ | رابطه دوشبه            | الک                          |              |
| ۲۰۱۵ | سنت‌شکن: شورشی          | پیتر هیز                     |              |
| ۲۰۱۵ | چهار شگفت‌انگیز         | رید ریچاردز / آقای شگفت‌انگیز |              |
| ۲۰۱۶ | مجموعه سنت‌شکن: هم‌پیمان | پیتر هیز                     |              |
| ۲۰۱۶ | یه شغل پیدا کن         | ویل دیویس                    |              |
| ۲۰۱۶ | سگ‌های جنگی             | دیوید پاکوز                  |              |
| ۲۰۱۶ | برای این خونریزی کنید  | وینی پازیانزا                |              |
| ۲۰۱۷ | تنها شجاعان            | برندن «دونات» مک دونا        |              |
| ۲۰۱۷ | تشکر به خاطر خدمت‌تان   | آدام شومان                   |              |
| ۲۰۲۲ | تاپ گان: ماوریک        | بردلی «روستری» برادشاو       |              |
| ۲۰۲۲ | اسپایدرهد              | جف                           | پس از تولید  |
| TBA  | آرک و آردوارک          | گیلبرت (صدا)                 | در حال تولید |
| TBA  | حصار                   |                              | فیلمبرداری   |

### تلویزیون
| سال  | عنوان                       | نقش            | یادداشت             |
| ---- | --------------------------- | -------------- | ------------------- |
| ۲۰۰۹ | غیرعادی‌ها                   | جیمز بورلند    | قسمت: «روز بورلند»  |
| ۲۰۱۹ | برای جوان مردن خیلی پیر است | مارتین جونز    | ۱۰ قسمت             |
| ۲۰۲۲ | پیشنهاد                     | آلبرت اس. رودی | مینی سریال ۱۰ قسمتی |

### فیلمهای کوتاه
| سال  | عنوان                   | نقش   | عنوان انگلیسی          |
| ---- | ----------------------- | ----- | ---------------------- |
| ۲۰۰۴ | مهتابی‌ها                | مایل  | Moonlighters           |
| ۲۰۰۷ | یک دستور غذای بسیار خاص | لی    | A Very Specific Recipe |
| ۲۰۰۸ | نوازندگان               | میگل  | The Musicians          |
| ۲۰۱۰ | آهنگ ملاقات             | اندرو | The Track Meet         |

### موزیک ویدیو
| سال  | عنوان                        | نقش   | هنرمند                             | یادداشت                  |
| ---- | ---------------------------- | ----- | ---------------------------------- | ------------------------ |
| ۲۰۲۱ | «شرط می‌بندم به من فکر می‌کنی» | داماد | تیلور سویفت با حضور کریس استیپلتون | به کارگردانی بلیک لایولی |